# Котельниковское сельское поселение (Костромская область)
Коте́льниковское се́льское поселе́ние — муниципальное образование в Антроповском районе Костромской области.
Административный центр — деревня Котельниково.

## История
Котельниковское сельское поселение образовано 30 декабря 2004 года в соответствии с Законом Костромской области № 237-ЗКО, установлены статус и границы муниципального образования.
22 июня 2010 года в соответствии с Законом Костромской области № 626-4-ЗКО с Котельниковским сельским поселением объединены Михайловское, Пеньковское и Трифоновское сельские поселения.

## Население
| 2008 | 2010 | 2012 | 2013 | 2014 | 2015 | 2016 |
| ---- | ---- | ---- | ---- | ---- | ---- | ---- |
| 1036 | ↘862 | ↘807 | ↘769 | ↘713 | ↘628 | ↘592 |
| 2017 | 2018 | 2019 | 2020 | 2021 |      |      |
| ↘577 | ↘559 | ↘547 | ↘497 | ↘457 |      |      |

## Состав сельского поселения
| №  | Населённый пункт | Тип населённого пункта          | Население |
| -- | ---------------- | ------------------------------- | --------- |
| 1  | Алексеевское     | деревня                         | →0        |
| 2  | Боговское        | село                            | ↘15       |
| 3  | Бутырино         | деревня                         | →0        |
| 4  | Васильевка       | деревня                         | ↗1        |
| 5  | Власьевка        | деревня                         | →0        |
| 6  | Воскресенское    | деревня                         | ↘3        |
| 7  | Высоково         | деревня                         | ↗25       |
| 8  | Голенищево       | деревня                         | →0        |
| 9  | Гора             | деревня                         | ↗16       |
| 10 | Дуплехово        | деревня                         | ↘3        |
| 11 | Заболотье        | деревня                         | ↗7        |
| 12 | Ианнополь        | деревня                         | ↗27       |
| 13 | Иваньково        | деревня                         | →0        |
| 14 | Игнатьево        | деревня                         | →3        |
| 15 | Ильинское        | деревня                         | →0        |
| 16 | Искино           | деревня                         | →0        |
| 17 | Колбино          | деревня                         | →0        |
| 18 | Комарово         | деревня                         | →0        |
| 19 | Кордомец         | деревня                         | →0        |
| 20 | Котельниково     | деревня, административный центр | ↗191      |
| 21 | Лаврушево        | деревня                         | →0        |
| 22 | Легитово         | деревня                         | ↗61       |
| 23 | Лежнево          | село                            | ↗15       |
| 24 | Малое Шалдово    | деревня                         | ↘1        |
| 25 | Митюково         | деревня                         | ↘5        |
| 26 | Михайловское     | село                            | ↗97       |
| 27 | Михали           | деревня                         | ↘1        |
| 28 | Мухино           | деревня                         | ↘8        |
| 29 | Пенье            | деревня                         | ↘1        |
| 30 | Пеньки           | село                            | ↗149      |
| 31 | Первушино        | деревня                         | ↗7        |
| 32 | Першуково        | деревня                         | ↘2        |
| 33 | Савино           | деревня                         | ↗51       |
| 34 | Сатинское        | деревня                         | ↗1        |
| 35 | Семёшево         | деревня                         | →4        |
| 36 | Скорлываново     | деревня                         | ↗6        |
| 37 | Скородново       | деревня                         | ↘0        |
| 38 | Слобода          | деревня                         | ↗51       |
| 39 | Сухоломово       | деревня                         | ↘13       |
| 40 | Трифон           | село                            | ↗173      |
| 41 | Троицкое         | деревня                         | ↘9        |
| 42 | Халезово         | деревня                         | ↘1        |
| 43 | Хлопцово         | деревня                         | ↘11       |
| 44 | Чахово           | деревня                         | ↗3        |
| 45 | Шалдово          | деревня                         | ↘3        |
| 46 | Шастово          | деревня                         | ↗38       |
| 47 | Шильдяково       | деревня                         | ↘2        |
| 48 | Шолохово         | деревня                         | ↗2        |
| 49 | Шутово           | деревня                         | ↗7        |
| 50 | Ястребино        | деревня                         | ↗1        |

### Упразднённые населённые пункты
- в 2024 году — д. Алешово, Галкино, Мелюшино, Олонино, Степурино[16].
- в 2025 году — д. Алексино, Кикиморино, Лом, Лысково, Митино, Панькино, Филино[17]